# Штокелсдорф
Штокелсдорф (њем. Stockelsdorf) општина је у њемачкој савезној држави Шлезвиг-Холштајн. Једно је од 36 општинских средишта округа Остхолштајн. Према процјени из 2010. у општини је живјело 16.641 становника. Посједује регионалну шифру (AGS) 1055040, NUTS (DEF08) и LOCODE (DE SKF) код.

## Географски и демографски подаци
Штокелсдорф се налази у савезној држави Шлезвиг-Холштајн у округу Остхолштајн. Општина се налази на надморској висини од 18 метара. Површина општине износи 56,7 km². У самом мјесту је, према процјени из 2010. године, живјело 16.641 становника. Просјечна густина становништва износи 293 становника/km².

## Међународна сарадња
| Мјесто | Држава    | Врста сарадње | Од    |
| ------ | --------- | ------------- | ----- |
|        | Француска | партнерство   | 2001. |
| Извор  |           |               |       |